# Puńsk
Puńsk (Punskas in lituano) è un comune rurale polacco del distretto di Sejny, nel voivodato della Podlachia.

## Geografia fisica
Ricopre una superficie di 138,37 km² e nel 2004 contava 4 429 abitanti. Si trova nella parte nord-orientale della Polonia, a soli 5 km dal confine con la Lituania.

## Storia
Puńsk appartiene alla Polonia dal 1920. Fino alla seconda guerra mondiale, la maggioranza della popolazione era ebrea, ma oggi rimane solo un cimitero, testimone della cultura ebraica.

## Società

### Lingue e dialetti
Con la sua Casa della Cultura Lituana, la scuola superiore lituana e la stampa, Puńsk è un centro importante per la minoranza lituana in Polonia. Puńsk è l'unico comune della Polonia dove vige il bilinguismo polacco/lituano.